# 柏原市立旭ヶ丘小学校
柏原市立旭ヶ丘小学校（かしわらしりつあさひがおかしょうがっこう）は、大阪府柏原市にある公立小学校。

## 学校教育目標
- 〜すべての子どもの笑顔が輝く学校〜

## 通学区域
- 卒業生は柏原市立玉手中学校に通学する